# Nauendorf (Thüringen)

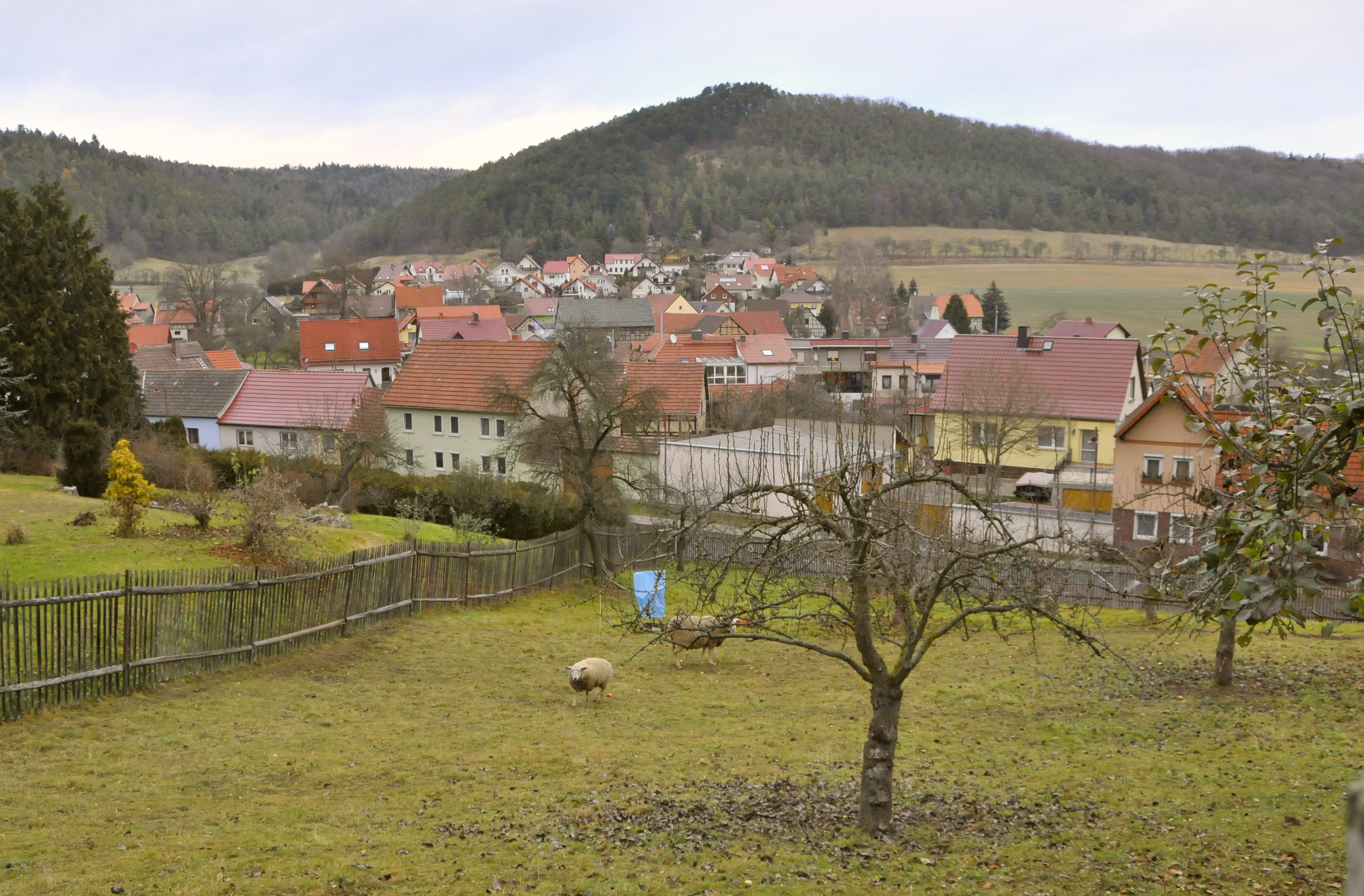
Ortsansicht, im Hintergrund der Steinberg

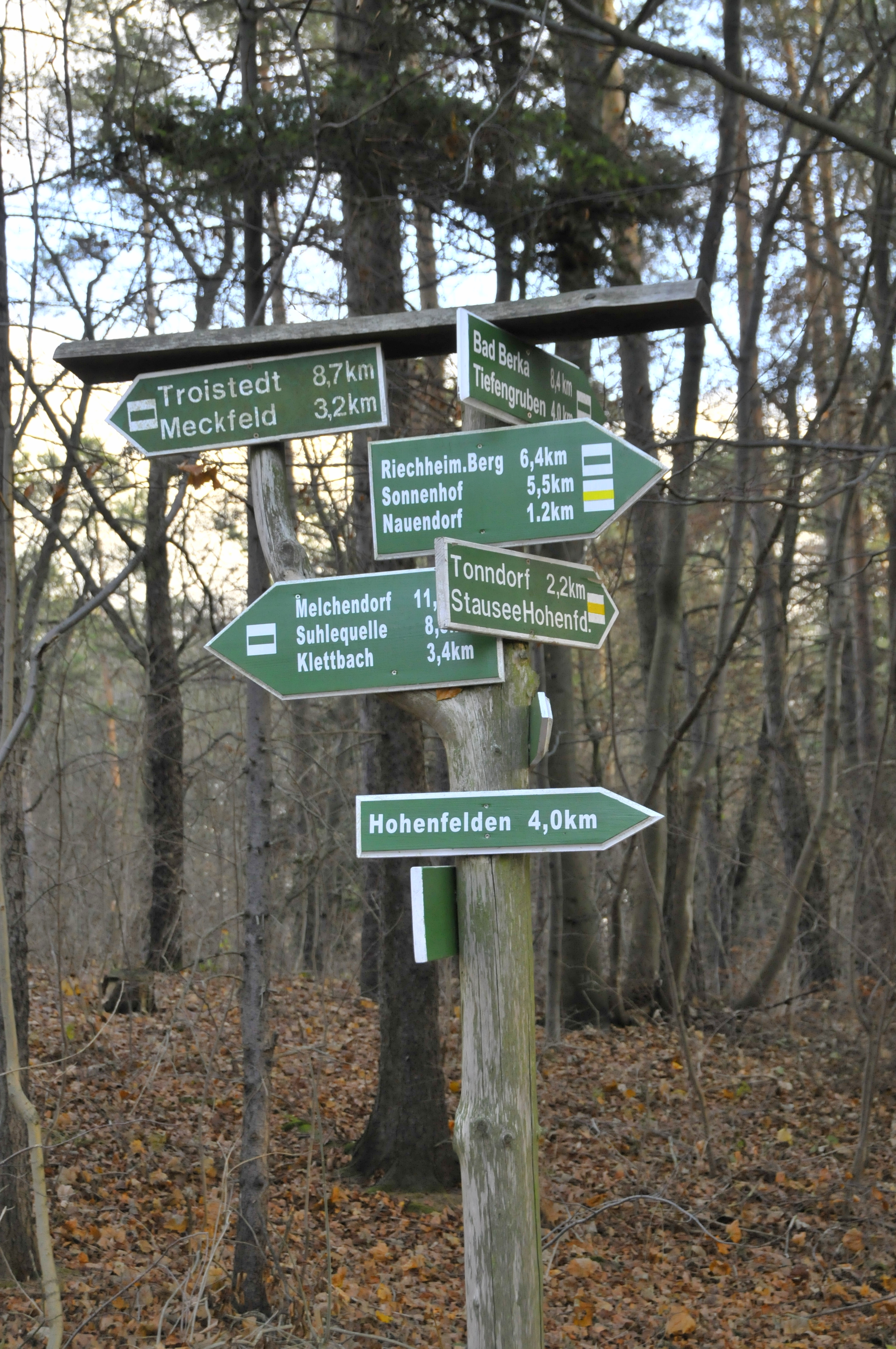
Wanderwegweiser bei der Stiefelburg

Nauendorf ist eine Gemeinde im Südwesten des Landkreises Weimarer Land und Teil der Verwaltungsgemeinschaft Kranichfeld.

## Geografie
Nauendorf liegt im Hügelland der Ilm-Saale-Platte zirka 16 km südöstlich der Landeshauptstadt Erfurt und zirka 10 km westlich von Bad Berka. Durch die Ortslage schlängelt sich der Tonndorfbach von Klettbach kommend in Richtung des Nachbarortes Tonndorf. Die nächstliegenden Anhöhen sind der Steinberg (449,4 m ü. NHN) im Norden, der Lattenberg (425 m ü. NHN) im Nordwesten, der Galgenberg (402 m ü. NHN) im Osten und die Schwedenschanze (475,1 m ü. NHN) im Westen.

## Verkehr
Die B 87 verläuft südöstlich des Ortes. Die zirka fünf Kilometer nördlich verlaufende A 4 ist über den Anschluss Erfurt-Ost und die zirka 20 Kilometer westlich verlaufende A 71 über den Anschluss Arnstadt-Nord zu erreichen.

## Geschichte
Als Nuwendorf wird der Ort 1349 erstmals im Lehnbuch des Landgrafen Friedrich urkundlich erwähnt. Seit 1554 trägt Nauendorf seinen heutigen Namen. 1642, während des Dreißigjährigen Kriegs, überfielen Söldner das Dorf und verwüsteten es. Schon ein Jahr später kehrten 20 Einwohner zurück und versuchten in dem verwüsteten Dorf einen Neuanfang. 1663 war die Einwohnerzahl wieder auf 58 angestiegen. Der einträgliche Waidanbau half mit, die Folgen des Krieges zu überwinden. Die verkehrsgünstige Lage zwischen Erfurt und Kranichfeld (Handelsweg Erfurt – Saalfeld) als Tor zum Thüringer Wald brachten den Einwohnern zusätzliche Einkünfte durch Beherbergung, Bewirtung, Gespanntierversorgung und sonstige Anspannleistungen für durchfahrende Händler und Handwerker. Vermutlich entstand zu dieser Zeit auch der Vorgängerbau ("Kurhaus") des Gasthofs an der Durchgangsstraße.
Die Kirche stammt aus den Jahren 1829–1830, sie wurde am 8. November 1830 mit einem Festgottesdienst eingeweiht. Das 1840 neu errichtete Schulhaus wurde am 6. November 1840 in Betrieb genommen. Das Gründungsjahr der Freiwilligen Feuerwehr ist 1883. 1897 wurde ein Neubau der Schule notwendig, der 1899 vollendet war. In den ersten Jahren des 20. Jahrhunderts wurde der Tonndorfbach reguliert und mit einer ersten Brücke am damaligen "Kurhaus" überspannt. 1967 folgte die zweite Brücke etwas unterhalb der ersten. 1926 wird Nauendorf elektrifiziert. 1928 wird durch den Ort zwar die Gasleitung Erfurt-Saalfeld gelegt, der Ort selbst jedoch nicht angeschlossen. 1945 befreiten amerikanische Truppen die Ortschaft, gefolgt von der Besatzung durch sowjetische Truppen. 1957 ist das Jahr des Anschlusses an eine Wasserversorgung, somit konnte 1958 auch die LPG in Betrieb gehen, der bis 1990 andauerte.

## Politik

### Gemeinderat
Der Gemeinderat in Nauendorf besteht aus sechs Ratsmitgliedern, die bei der Kommunalwahl am 26. Mai 2024 in einer Mehrheitswahl gewählt wurden, und dem ehrenamtlichen Bürgermeister als Vorsitzendem.

### Bürgermeister
Bürgermeister des Ortes ist Marek Heusinger der am 27. November 2014 gewählt wurde.

## Wirtschaft und Infrastruktur

### Wasser und Abwasser
Im Jahre 1957 schufen die Nauendorfer Einwohner weitestgehend in Eigenleistung eine zentrale leitungsgebundene Wasserversorgung für ihr Dorf. Die Aufgabe der Wasserversorgung obliegt heute dem Wasserversorgungszweckverband Weimar; die Abwasserbeseitigung wurde dem Wasser-/Abwasserzweckverband Arnstadt und Umgebung übertragen.

## Persönlichkeiten
- Paul Franke (1881–1984), deutscher Verleger
- Werner Paul Schmidt (1888–1964), Maler und Grafiker

## Sehenswürdigkeiten
Neben ein paar sehenswerten alten Bauernhäusern hat der Ort drei Sehenswürdigkeiten aufzuweisen:
- Dorfkirche erbaut von 1829 bis 1830

- Altes Jagdschloss, ältestes Gebäude im Dorf
- Waldgasthaus und Hotel Stiefelburg. Das Gasthaus ist ein beliebtes Ausflugs- und Wanderziel und liegt auf einem Bergsporn in etwa 455 m ü. NHN in der südöstlichen Nachbarschaft des Quingerbergs (480,2 m ü. NHN) zwischen Meckfeld und Nauendorf, etwa 1,8 km von Meckfeld entfernt. Das Anwesen hat sich aus einer Rastmöglichkeit Zum Waldfrieden entwickelt, die zwischen 1928 und 1930 auf dem Stiefelberg, einer alten Flurbezeichnung, errichtet worden war. 1938 wurde das Rasthaus in eine Gaststätte mit Übernachtungsmöglichkeiten um- und ausgebaut. Als Name, der bis heute Bestand hat, wurde Stiefelburg gewählt. Weitgehend unbeschadet überstand das Anwesen den Weltkrieg und die Zeit als HO-Ausflugsgaststätte.[3]